# Аратинга колумбійський
Арати́нга колумбійський (Psittacara wagleri) — вид папугоподібних птахів родини папугових (Psittacidae). Мешкає в Колумбії і Венесуелі. Вид названий на честь німецького біолога Йоганна Георга Ваглера.

## Опис

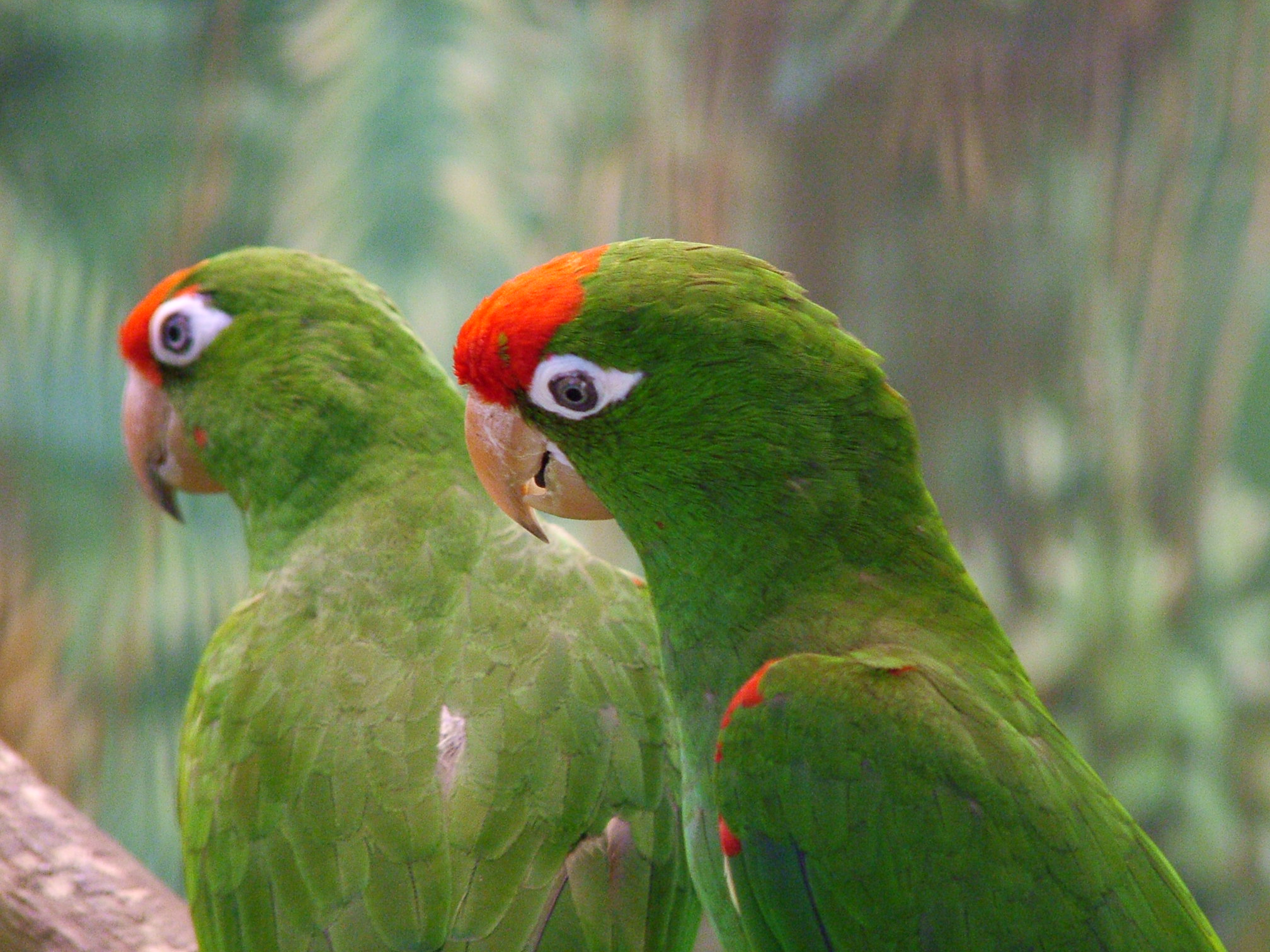
Колумбійські аратинги

Довжина птаха становить 36 см, вага 160-260 г. Забарвлення переважно зелене, лоб червоний, груди і живіт жовтувато-зелені. Нижня сторона крил і хваста оливкові або жовтуваті. Райдужки червонуваті, навколо очйе кільця голої білої шкіри. Дзьоб роговий, лапи коричнюваті.

## Підвиди
Виділяють два підвиди:
- P. w. wagleri (Gray, GR, 1845) — північ Колумбії і крайній північний захід Венесуели;
- P. w. transilis (Peters, JL, 1927) — схід Колумбії і північ Венесуели.

Андійський аратинга раніше вважався конспецифічним з колумбійським аратингою, однак був визнаний окремим видом.

## Поширення і екологія
Колумбійські аратинги мешкають в Андах на території Колумбії і Венесуелі, окрема в гірському масиві Сьєрра-Невада-де-Санта-Марта, в горах Сьєрра-де-Періха та в горах Прибережного хребта на півночі Венесуели. Вони живуть у вологих гірських тропічних лісах, у вторинних заростях, на кавових плантаціях та на полях, на висоті від 900 до 2800 м над рівнем моря. Зустрічаються зграями від 20 до 200 птахів, іноді до 400 птахів. Живляться плодами, насінням, горіхами і ягодами. Сезон розмноження у Венесуелі триває з квітня по червень, в колумбії з грудня по червень. Колумбійські аратинги гніздяться в тріщинах серед скель, утворюють гніздові колонії. В кладці від 2 до 4 яєць, інкубаційний період триває 23 дні. Пташенята покидають гніздо через 50 днів після вилуплення, вони стають повністю самостійними ще через 2-3 тижні.

## Збереження
МСОП класифікує стан збереження цього виду як близький до загрозливого. Колумбійським аратингам загрожує знищення природного середовища і вилов з метою продажу на пташиних ринках.